# Besarabska Socjalistyczna Republika Radziecka
Besarabska Socjalistyczna Republika Radziecka (ros. Бессара́бская Сове́тская Социалисти́ческая Респу́блика), w skrócie Besarabska SRR (ros. Бессара́бская ССР) – republika radziecka istniejąca w latach 1919–1920, powstała z inicjatywy bolszewickich działaczy Mołdawskiej Republiki Demokratycznej, przebywających na uchodźstwie od czasu wkroczenia wojsk rumuńskich do Besarabii i przyłączenia Mołdawskiej Republiki Demokratycznej do Królestwa Rumunii. Rząd republiki nigdy nie objął faktycznej władzy nad terytorium Besarabii.

## Historia

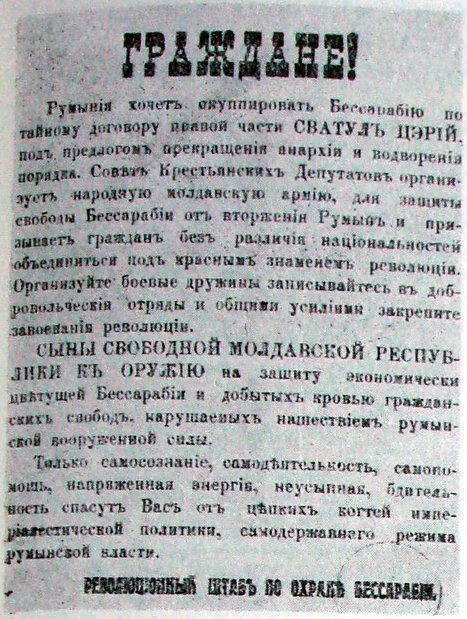
Wezwanie obywateli Besarabii do stawiania oporu wojskom rumuńskim. Ogłoszenie sztabu rewolucyjnego ze stycznia 1918 roku

I wojna światowa i upadek caratu w Rosji umożliwiły zwołanie w październiku 1917 r. Zjazdu Chłopów Besarabii, a następnie Zjazdu Żołnierzy Mołdawskich. W ich wyniku doszło do powołania Rady Kraju. 2 grudnia 1917 r. Rada Kraju przyjęła deklarację o utworzeniu Mołdawskiej Republiki Ludowej w ramach Rosyjskiej FSRR.
8 stycznia 1918 r. wojska rumuńskie, na wniosek części parlamentarzystów, wkroczyły do Mołdawskiej Republiki Ludowej i stopniowo wypierały oddziały bolszewickie próbujące przejąć władzę w kraju na lewy brzeg Dniestru. 24 stycznia 1918 r. ogłoszono, za zgodą Rosyjskiej FSRR, niepodległość i zmieniono nazwę państwa na Mołdawska Republika Demokratyczna. Z inicjatywy bolszewickich działaczy Mołdawskiej Republiki Demokratycznej, przebywających na uchodźstwie od czasu wkroczenia wojsk rumuńskich do Besarabii podjęto na lewym brzegu Dniestru przygotowania do utworzenia alternatywnego organizmu państwowego. Oprócz ziem guberni besarabskiej, w skład republiki miały wejść: ujezd tyraspolski (gubernia chersońska) oraz ujezdy bałcki i olgopolski (gubernia podolska) zamieszkiwane w znacznej mierze przez etnicznych Mołdawian. Besarabska Socjalistyczna Republika Radziecka została proklamowana 11 maja 1919 roku przez mołdawski „Tymczasowy Rząd Robotniczo-Chłopski na uchodźstwie” jako autonomiczny region Rosyjskiej FSRR. Wobec zjednoczenia Besarabii z Rumunią, siedziba władz republiki znajdowała się początkowo w Odessie. W trakcie walk z „Białą Armią” i wojny polsko-bolszewickiej, stolica republiki została 2 sierpnia 1919 roku przesunięta do Tyraspola. Pod koniec września 1919 roku republika de facto przestała istnieć, choć oficjalnie jej nie rozwiązano. Polska okupacja terytoriów republiki zakończyła się 29 grudnia 1920 roku.
Na mocy postanowień traktatu paryskiego z 28 października 1920 roku mocarstwa zachodnie uznały przyłączenie Besarabii do Rumunii. Podczas negocjowania traktatu byli nieobecni zarówno rosyjscy, jak i besarabscy komuniści, co było głównym powodem do nieuznania traktatu przez Rosyjską FSRR i później ZSRR. Po zakończeniu wojny domowej proklamowano 7 marca 1924 roku w ramach Ukraińskiej SRR Mołdawski Obwód Autonomiczny, mający być „odskocznią” wobec zaanektowanej przez Rumunów Besarabii.